# Trajano de Miranda Valverde
Trajano de Miranda Valverde (Rio de Janeiro, 14 de agosto de 1892- 22 de dezembro de 1972), foi um advogado e jurista brasileiro. Estudou com os Jesuítas do Colégio Santo Inácio do Rio de Janeiro e do Colégio Anchieta (Nova Friburgo), e ainda no Colégio Abílio. Diplomou-se em 1912 pela Faculdade Livre de Ciências Jurídicas e Sociais do Rio de Janeiro, atual Faculdade Nacional de Direito da UFRJ. Foi presidente do Instituto dos Advogados Brasileiros no período 1956-1958e juiz do Tribunal de Ética Profissional do Rio de Janeiro. Redator do anteprojeto da "Lei das Sociedades por Ações" e da "Lei de Falências", ambas de 1940. Em 1963 foi agraciado com o Prêmio Teixeira de Freitas, pelos relevantes serviços prestados no campo do Direito. Condecorado com a Ordem de Leopoldo II do Reino da Bélgica, Ordem do Carvalho do Grão-Ducado do Luxemburgo e com a Legião de Honra da República Francesa. Foi presidente da Companhia Siderúrgica Belgo-Mineira, de 1964 a 1971.

## Trabalhos publicados
- A falência no Direito Brasileiro, 1931
- Código de Águas, 1937
- Sociedades Anônimas, 1937
- Sociedades por Ações, 1941
- Comentários à Lei de Falências, 1948
- Força Probante dos Livros Mercantis, 1960

Fontes: PICANÇO, Aloysio Tavares: Ex-Presidentes do Instituto dos Advogados Brasileiros, desde Montezuma, Rio de Janeiro, 1988; LIMA VIEIRA, Antônio Cláudio: Trajano de Miranda Valverde, conferência proferida no IAB, 2001.